# Di Renjie

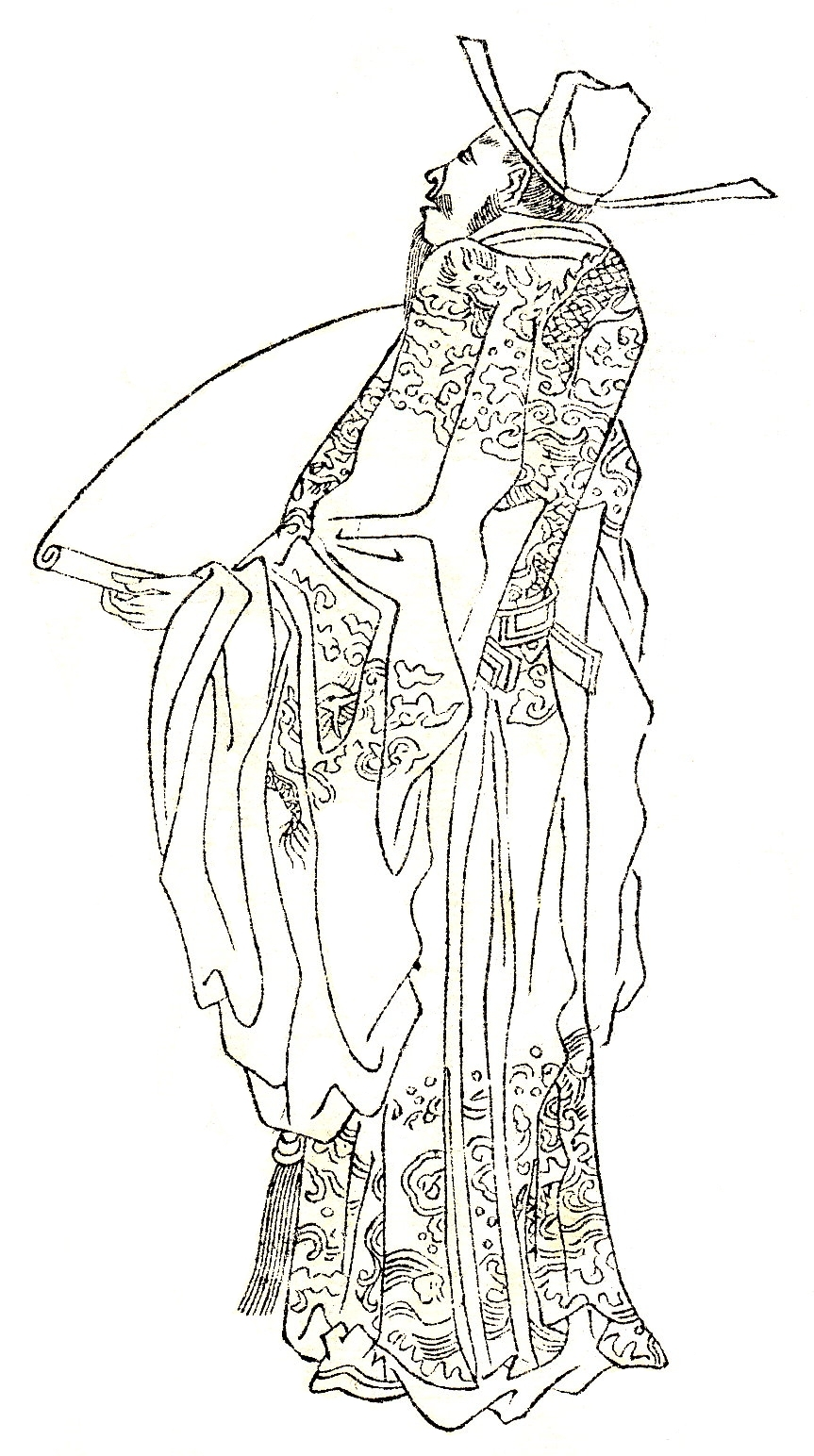
Di Renjie

Di Renjie (chinesisch 狄仁傑, Pinyin Dí Rénjié; * 630; † 700) war ein chinesischer Beamter der Tang-Dynastie, der für seinen Kampf gegen Korruption bekannt war. Er war unter der Kaiserin Wu Zetian zweimal Kanzler des chinesischen Reiches und ist das Vorbild für Richter Di, den Helden einer Reihe von Kriminalromanen des niederländischen Diplomaten und Schriftstellers Robert van Gulik.

## Leben
Über sein frühes Leben ist wenig bekannt. Er kam in Taiyuan auf die Welt, sein Großvater Di Shaoshu war Vizekanzler unter Kaiser Tang Taizong. 686 wurde er Bürgermeister von Gansu. Da er großes Geschick im Umgang mit der nicht-han-chinesischen Bevölkerung bewies, erfreute er sich großer Popularität.
688 wurde er wegen seiner Kritik an Zhang Guangsun des Amtes enthoben, später als Bürgermeister von Fuzhou eingesetzt. Im September dieses Jahres wurde er zum Kanzler ernannt und war für äußere Angelegenheiten verantwortlich. Im Februar 693 wurde er wegen Verleumdung von Wu Chengyi in Haft genommen.
696 besetzten Streitkräfte der Chitan eine wichtige Stadt in Hebei. Um die Lage zu stabilisieren, setzte ihn Kaiserin Wu Zetian als Bürgermeister der Stadt Weizhou ein.
Im Oktober 697 wurde er wieder an den Hof berufen und zum zweiten Mal Kanzler, was er bis zu seinem Tod blieb. Er bewog Kaiserin Wu dazu, den früheren Kaiser Tang Zhongzong zum Kronprinzen zu ernennen, um die Unterstützung des Volkes zu erlangen. 698 wurde Di Renjie zum stellvertretenden Kommandeur gegen äußere Invasionen ernannt. Nach seinem Tod im Jahr 700 wurde er vom Hof hoch geehrt, Kaiserin Wu äußerte ihre Gefühle mit den vier Zeichen 朝堂空也, um auszudrücken, dass der Hof ohne Di Renjie leer geworden sei.
Seine zwei Söhne, Di Guang-se und Di Djing-hui, wurden ebenfalls Beamte, sein Enkel Di Djien-mo wurde später Gouverneur der Hauptstadt des Kaiserreiches.
In späteren Zeiten wurde der Scharfsinn Di Renjies und seine Fähigkeit, Verbrechen aufzuklären, sprichwörtlich und er wurde zum Helden einer Reihe von Erzählungen und zumindest eines chinesischen Kriminalromans mit dem Titel Di Gong An.